# Taisuke Nakamura
Taisuke Nakamura (jap. 中村 太亮 Nakamura Taisuke; ur. 19 lipca 1989) – japoński piłkarz występujący na pozycji obrońcy. Obecnie występuje w Iwate Grulla Morioka.

## Kariera klubowa
Od 2008 roku występował w klubach Kyoto Sanga FC, Albirex Niigata, Montedio Yamagata, JEF United Chiba i Júbilo Iwata.